# 64 Studio
64 Studio — свободная операционная система, созданная на основе Debian, предназначенная для использования в качестве студии редактирования медиа-контента. Дистрибутив служит как решение «всё в одном» для записи, редактирования и других операций с аудио и видео.

## Особенности
Самые крупные различия от Debian — ядро с применением RT-патчей, особая конфигурация поставляемого в комплекте программного обеспечения и дополнительные пакеты, как специально отобранные из имеющихся в репозиториях, так и недоступные в репозиториях Debian.

## Релизы
1 августа 2006 года проект выпустил первую бета-версию 64 Studio, 0.9.0, под кодовым именем 'Toe Rag'. Релиз был назван в честь английской студии звукозаписи Toe Rag Studios.
После 18 месяцев разработки, проект выпустил первый стабильный релиз, ставший доступным для бесплатной загрузки 29 ноября 2006 года. Он был назван 'Olympic' в честь работы продюсеров и звукорежиссёров Глина Джонса и Eddie Kramer в Olympic Studios в Лондоне.
Второй стабильный релиз, под кодовым именем 'Electric', был анонсирован 27 июля 2007 года. Этот релиз был назван в честь Electrical Audio, студии, управляемой звуковым инженером Steve Albini из Чикаго. Обновлённая версия 2.1 была выпущена 9 июня 2008 года и названа 'A Minha Menina', в честь песни Jorge Ben, записанной Os Mutantes и исполненной The Bees.

## Бизнес-модель
Разные варианты 64 Studio были внедрены в коммерческие продукты, включая Lionstracs Mediastation, Harrison Xdubber и Indamixx от Trinity Audio Group.
Компания «64 Studio» предоставляет Platform Development Kit (PDK), свободное программное обеспечение, созданное для Progeny Linux Systems для автоматического создания и управления модифицированными дистрибутивами.